# 微湍流
微湍流是一种小尺度上的湍流形式。

## 恒星微湍流
恒星上的微湍流可以导致恒星的吸收光谱线变宽，而微湍流又与恒星的温度、表面重力有关。当用光谱仪观测时，沿视线的湍流气体的速度会在吸收带中产生多普勒效应。正是这些速度沿视线的分布产生了恒星吸收线的微湍流拓宽。

## 核聚变
微湍流在磁核聚变实验（例如托卡马克）的能量传输中起着至关重要的作用。